# Celina Bostic

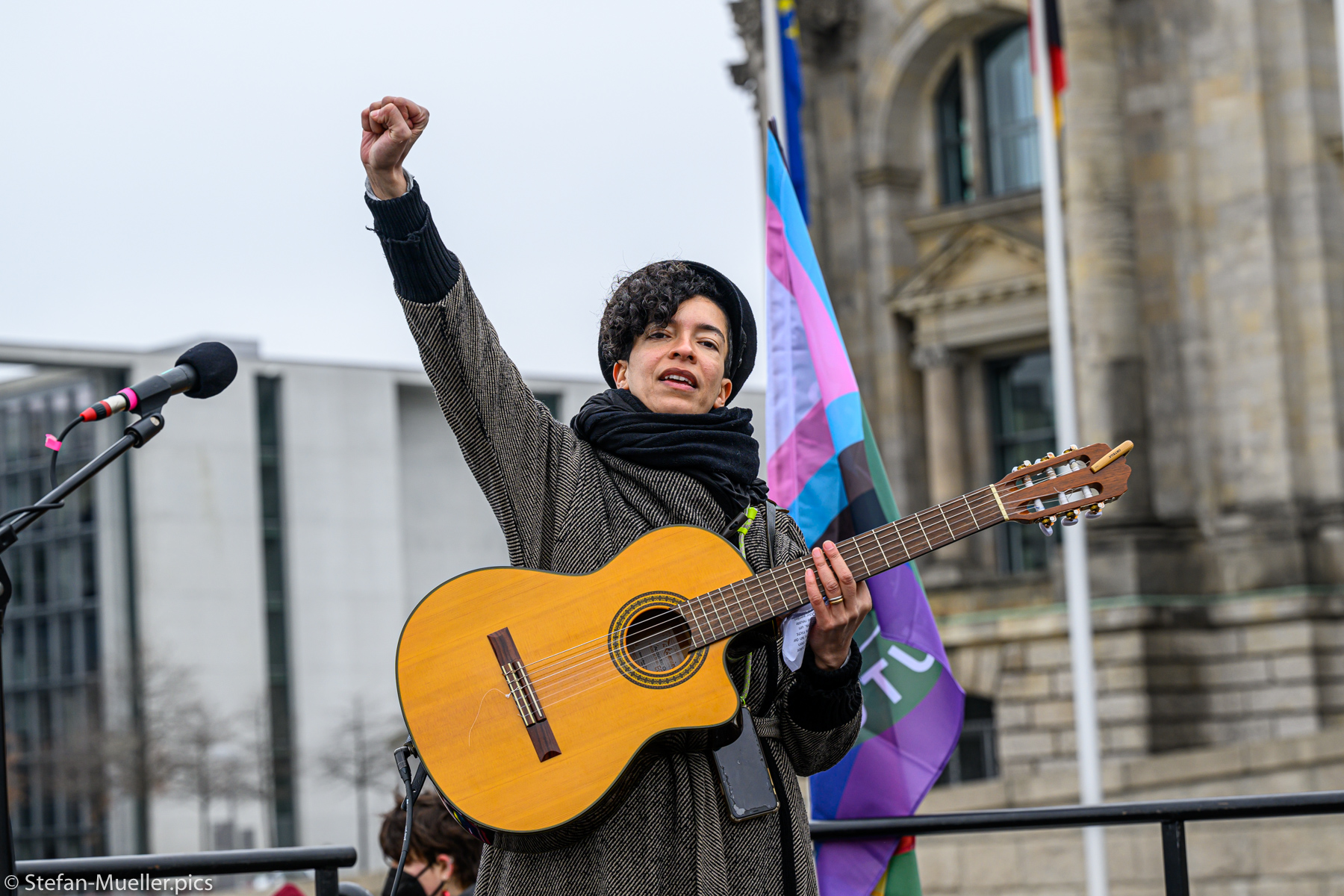
Celina Bostic – Fridays For Future

Celina Bostic (* 7. November 1979 in West-Berlin) ist eine deutsche Sängerin und Songwriterin.

## Leben und Werk
Bostic wurde in Berlin-Charlottenburg geboren. Ihre Mutter ist als Ergotherapeutin tätig, ihr Vater Earl Stanley Bostic (1947–2009), der afrikanische und Cherokee-Vorfahren hatte, war Jazzbassist. Bostic hat eine Schwester. Im Jahre 1999 absolvierte sie ihr Abitur und Ende der 1990er trat sie als Background-Sängerin für Interpreten wie Farin Urlaub, Udo Lindenberg und Max Herre auf. Ab 2000 war sie Frontfrau der Band Pool, die später zu Sedoussa wurde. 2004 veröffentlicht Bostic mit Sedoussa unter dem Label Four Music ihr erstes Album.
2001 war sie Gesangsgast bei der Band Soulounge und seit 2002 Mitglied im Farin Urlaub Racing Team, wo sie bis 2014 als Background-Sängerin und Perkussionistin auftrat. 2003 ist sie auf dem Album Geräusch der Band Die Ärzte in dem Lied Der Tag zusammen mit Farin Urlaub zu hören. Zeitgleich trat sie unter dem Pseudonym Bo$$bitch Berlin auf Alben von Bass Sultan Hengzt und Bushido in Erscheinung und schrieb Songs für Yvonne Catterfeld und Doreen Steinert.
Ihre Solokarriere begann sie 2006, nach der Trennung von Sedoussa. Mit Produzent DJ Ilan und Songschreiber Steve van Velvet arbeitete sie an ihrem Debütalbum Das Original, welches 2007 bei Four Music veröffentlicht wurde. Im gleichen Jahr erschien auch ihre erste Solosingle Lösch meine Nummer. Im Jahr darauf erschien Kunst über Vernunft, ein gemeinsames Studioalbum mit dem Rapper Maeckes.
2014 gründete sie ihr eigenes Label Lagerfeuer Records. Hierüber erschien im Oktober desselben Jahres auch ihr zweites Soloalbum Zu Fuss, dem die beiden Singles Papa und Wann kommst du vorausgingen. Der Name des Labels entstand in Anlehnung an ihre Zeit bei den Pfadfindern. „Da meine Künste auf der Klampfe so schrammelig sind – ein Relikt meiner Zeit bei den Pfadfindern – ist es einfach Lagerfeuersoul“ sagt sie selbst über ihre Musikrichtung.
Im Jahr 2015 begleitet sie Sarah Connor auf ihrer Tour als Vorgruppe und absolviert außerdem neben mehreren Club-Auftritten ihre Zu Fuss Solo-Tour. Bei den Club-Auftritten waren Aufzeichnungen zu einer DVD geplant (u. a. am 10. und 11. September 2015 in der Bar jeder Vernunft in Berlin).
Für ihre Single nie wieder leise, die 2020 veröffentlicht wurde und die sie als Empowerment für Schwarze Menschen schrieb, arbeitete Celina Bostic unter anderem mit Tupoka Ogette, Alice Hasters, Roger Rekless und Samy Deluxe zusammen.
2022 veröffentlichte sie den Song After Baby Body (A.B.B.), der die erste Singleauskopplung aus dem folgenden Album nie wieder leise sein soll.

## Diskographie

### Studioalben
- 2004: Sedoussa (mit Sedoussa)
- 2007: Das Original
- 2008: Kunst über Vernunft (mit Maeckes)
- 2014: Zu Fuss
- 2023: Nie wieder leise

### Solo-Singles
- 2007: Lösch meine Nummer
- 2007: Eine Welt Ohne Dich – Teil 2
- 2014: Papa
- 2014: Wann kommst du
- 2015: Kleines Kino
- 2015: Religion
- 2020: Nie wieder leise
- 2022: A.B.B. (After Baby Body)
- 2023: Schlechter Tag (mit Thelma Buabeng und Jen Bender)
- 2023: Die Resilienz
- 2023: Doppelmoppel

### Weitere Singles
- 2004: Eins Eins Zwo (bei Sedoussa)
- 2005: Zicken (bei Sedoussa)
- 2006: Lass es fallen (als wär es heiß) (feat. Jasmin Shakeri) (Juice Exclusives!)
- 2007: F***** (feat. Nico (von K.I.Z)) (Juice Exclusives!)
- 2007: Eine Welt ohne dich (Single; keine Veröffentlichung)
- 2014: Papa
- 2014: Herz? Verloren (Single; bei Farin Urlaub Racing Team)
- 2014: Faszination Weltraum (Background-Gesang bei Farin Urlaub Racing Team)
- 2022: Ich halt Dich fest (mit Roger Rekless und Fayim)

### Musikfilm
- 2010: Lass es wie einen Unfall aussehen (Background-Gesang bei Farin Urlaub Racing Team)

## Gastbeiträge
- 2004: Feuersturm (als Bo$$bitch Berlin mit Bushido und Azad)
- 2005: Ewige Nacht (als Bo$$bitch Berlin mit Bushido, Azad und Chaker)
- 2007: Wenn es einen Gott gibt (mit Sido)
- 2009: Strasse (mit K.I.Z)

## Belege
1. ↑  Earl Stanley Bostic (Geb. 1947). In: Der Tagesspiegel Online. 29. Mai 2009, ISSN 1865-2263 (tagesspiegel.de [abgerufen am 23. August 2022]).
2. ↑  Torsten Landsberg: „Ich habe meinen Eltern geschworen, dass ich nie Musikerin werde“. In: Die Tageszeitung: taz. 18. Oktober 2014, ISSN 0931-9085, S. 46 (taz.de [abgerufen am 8. Juni 2022]).
3. ↑  Celina Bostic. In: Musicboard Berlin. 24. Juli 2020, abgerufen am 25. Mai 2022 (deutsch).
4. ↑  Max Born: Rückblick auf meine Arbeiten über Dynamik der Kristallgitter. In: Physik im Wandel meiner Zeit. Vieweg+Teubner Verlag, Wiesbaden 1983, ISBN 978-3-528-08539-1, S. 278–288, doi:10.1007/978-3-322-88794-8_23.
5. ↑  Dieser Song könnte die neue „Black Lives Matter“-Hymne aus Deutschland werden. In: jetzt.de. 28. August 2020, abgerufen am 25. Mai 2022.

| Personendaten    | Personendaten                                                 |
| ---------------- | ------------------------------------------------------------- |
| NAME             | Bostic, Celina                                                |
| KURZBESCHREIBUNG | deutsche Soul- und Contemporary R&B-Sängerin und Songwriterin |
| GEBURTSDATUM     | 7. November 1979                                              |
| GEBURTSORT       | Berlin-Charlottenburg                                         |